# Anouk Vandevoorde
Anouk Vandevoorde, née le 27 février 1989, est une femme politique belge, membre du Parti du travail de Belgique (PTB).

## Biographie
Anouk Vandevoorde nait le 27 février 1989.
En 2012, lors de ses études, elle rejoint Comac, le mouvement étudiant du PTB.
Anouk Vandevoorde représente son conseil étudiant au sein de la FEF. Elle rejoint ensuite le mouvement Changement pour l'égalité.
Elle est institutrice remplaçante dans des écoles primaires de Namur.
Lors des élections régionales de 2019, elle est élue députée au Parlement wallon et au Parlement de la Communauté française de Belgique.
En décembre 2022, elle a été désignée présidente provinciale du PTB à la province de Namur et remplace Thierry Warmoes.

## Vie privée
Elle est en couple avec Robin Bruyère